# Psi9 Aurigae
Psi9 Aurigae (ψ9 Aurigae, förkortat Psi9 Aur, ψ9  Aur) som är stjärnans Bayerbeteckning, är en ensam stjärna belägen i den östra delen av stjärnbilden Kusken. Den har en skenbar magnitud på 5,75 och är svagt synlig för blotta ögat där ljusföroreningar ej förekommer. Baserat på parallaxmätning inom Hipparcosuppdraget på ca 2,6 mas, beräknas den befinna sig på ett avstånd på ca 1 300 ljusår (ca 390 parsek) från solen.

## Egenskaper
Psi9 Aurigae är en blå jättestjärna av spektralklass B8 IIIe. E-suffixet anger att den är en Be-stjärna som visar emissionslinjer av väte i dess spektrum. Detta orsakas av ett omslutande skal av het gas. Emissionerna genomgår variationer i en tidsskala på sexton år. Den har en radie som är ca 3,7 gånger större än solens och utsänder från dess fotosfär ca 870 gånger mera energi än solen.